# Kamsjön, Västerbotten
Kamsjön är en sjö i Vindelns kommun i Västerbotten och ingår i Umeälvens huvudavrinningsområde. Sjön har en area på 0,257 kvadratkilometer och ligger 265,1 meter över havet.